# Gerd Nefzer
Gerd Nefzer é um especialista em efeitos visuais alemão. Recebeu o Oscar de melhores efeitos visuais na edição de 2018 pelo trabalho na obra Blade Runner 2049 e também em 2022.